# À la poursuite de l'amour (téléfilm)

À la poursuite de l'amour est un téléfilm français réalisé par Laurence Katrian et diffusé pour la première fois le 6 avril 2005 sur TF1.

## Synopsis
Camille, une jeune femme qui a hérité de la fortune de son père, ainsi que de son entreprise de cosmétique, revient d'un voyage d'affaires. En rentrant chez elle, elle découvre que Vincent, l'homme avec qui elle vivait, l'a quittée sans la prévenir. Avec l'aide de Zac, un écrivain qui cherche aussi à récupérer sa fiancée, Camille part à la recherche de son ancien compagnon...

## Fiche technique
- Réalisatrice : Laurence Katrian
- Scénario : Christine Miller
- Pays :  France
- Production : Paul Giovanni et Antoine Perset
- Musique : Frédéric Porte
- Photographie : Denis Rouden
- Création des décors : Isabelle Quillard
- Création des costumes : Pascale Arrou
- Genre : comédie
- Durée : 100 minutes

## Distribution
- Claire Keim : Camille
- Thomas Jouannet : Zac
- Julie Debazac : Léna
- Yannick Soulier : Vincent
- Olivia Brunaux : Sam
- François Marthouret : Pierre Larrieux
- Frédéric Maranber : Bruno Lemmet
- Sylvie Joly : Mme Esteban, la mère de Vincent
- Victor Wagner : l'administrateur Martin
- Marc Faure : l'administrateur chauve
- Josiane Pinson : l'administratrice
- Pascal Perreon : l'administrateur brun
- Francis Boulogne : le banquier
- Silvie Laguna : Irène, la secrétaire de Camille